# Tanytarsus ovatus
Tanytarsus ovatus är en tvåvingeart som beskrevs av Oskar Augustus Johannsen 1932. Tanytarsus ovatus ingår i släktet Tanytarsus och familjen fjädermyggor. Inga underarter finns listade i Catalogue of Life.